# Brickhouse
Brickhouse är en svensk rockgrupp bildad i Malmö. Det första albumet Walk Of Shame släpptes på etiketten Scandinavian Recordings 2006 och även i Japan 2007 på etiketten Gray Dog's Records. Uppföljaren Yesterday Revisited släpptes 2011 genom Rootsy. Musiken är starkt präglat av 70-talsrock och även av den opolerade råa soulen från 60-talet, med influenser från såväl Otis Redding som The Rolling Stones.

## Medlemmar
- Magnus "Mange" Andersson – sång, gitarr
- Pelle Jernryd – gitarr
- Magnus "Dr Schmutz" Nörrenberg – orgel (Hammond B3), piano
- Micke Nilsson – basgitarr
- Olof Jernryd – trummor

## Diskografi
Studioalbum
- 2006 – Walk Of Shame
- 2011 – Yesterday Revisited